# Carreg yr Halen
Carreg yr Halen est une île du pays de Galles située dans le détroit du Menai qui sépare l'île d'Anglesey du reste du pays ; elle se trouve à proximité de l'île Ynys Dysilio, et à une trentaine de mètres de Menai Bridge.

## Étymologie
Le nom de l'île est composé des mots gallois carreg (« rocher ») et halen (« sel »). Le nom anglais est « Salt Rock ».